# باشگاه کشتی پرسپولیس جویبار
باشگاه کشتی پرسپولیس جویبار یک باشگاه حرفه‌ای کشتی است که مکان آن در جویبار مازندران قرار دارد. این باشگاه بخش کشتی باشگاه فرهنگی ورزشی پرسپولیس می‌باشد.

## مربیان
| پست        | نام            |
| ---------- | -------------- |
| سرمربی     | غلامرضا محمدی  |
| کمک‌مربی    | مراد محمدی     |
| کمک‌مربی    | ابراهیم مهربان |
| کمک‌مربی    | سعید نیستانی   |
| کمک‌مربی    | حسن نقیبی      |
| مدیر فنی   | رضا یزدانی     |
| سرپرست تیم | مهدی حاجی‌زاده  |

## کشتی‌گیران
آبان ۱۳۹۱
| نام                                            | رویداد      |
| ---------------------------------------------- | ----------- |
| سردار جعفری عارف محمدزاده                      | ۵۵ کیلوگرم  |
| سعید احمدی بهنام احسان‌پور احمد محمدی اوپان سات | ۶۰ کیلوگرم  |
| مسعود کمروند                                   | ۶۶ کیلوگرم  |
| مصطفی حسین‌خانی حسن طهماسبی مرتضی رضایی         | ۷۴ کیلوگرم  |
| علیرضا گودرزی جمال میرزایی آلبرت ساریتوف       | ۸۴ کیلوگرم  |
| عباس طحان اباذر اسماعیلی                       | ۹۶ کیلوگرم  |
| کمیل قاسمی احمد رسولی                          | ۱۲۰ کیلوگرم |